# 圣玛丽亚-拉福萨
圣玛丽亚-拉福萨（義大利語：Santa Maria la Fossa）是意大利卡塞塔省的一个市镇。总面积29.5平方公里，人口2721人，人口密度92.2人/平方公里（2009年）。ISTAT代码为061084。